# 第1後方支援旅団 (フランス軍)
第1後方支援旅団（だいいちこうほうしえんりょだん、フランス語：1re brigade logistique：1re BL）は、フランス陸軍の旅団のひとつ。CFLT隷下の兵站旅団で司令部をエソンヌ県のMontlhéryに置く。陸軍の後方支援全般を担当する。2016年7月に兵站コマンド(COMLOG) に改編された。

## 沿革
- 1998年7月1日 - 陸軍組織の大改編に先んじて第1後方支援旅団として新編される
- 2016年7月1日 - 兵站コマンドに改編される

## 編制

### 1re BL
- Linas-Montlhéry駐屯地（エソンヌ県）
  - 第121輜重連隊
- Auxonne駐屯地（コート＝ドール県） 
  - 第511輜重連隊
- Toul駐屯地（ムルト＝エ＝モゼル県）
  - 第516輜重連隊
- アラス駐屯地（パ＝ド＝カレー県）
  - 第601道路運行連隊
- メス駐屯地（モゼル県）
  - 第1補給連隊
- Bruz駐屯地（イル＝エ＝ヴィレーヌ県）
  - 第2補給連隊
- Phalsbourg駐屯地（モゼル県）
  - 第6補給連隊
- Mourmelon駐屯地（マルヌ県）
  -  第8補給連隊
- メス駐屯地（モゼル県）
  - 第1衛生連隊
- ヴェルサイユ駐屯地（イヴリーヌ県）
  - 第1後方支援グループ（兵站）
- レンヌ駐屯地（イル＝エ＝ヴィレーヌ県）
  - 第2後方支援グループ（兵站）
- Essey-Les-Nancy駐屯地（ムルト＝エ＝モゼル県）
  - 第5後方支援グループ（兵站）

### COMLOG
- 第121輜重連隊
- 第503輜重連隊
- 第511輜重連隊
- 第516輜重連隊
- 衛生連隊
- 第519海上輸送群
- 第24歩兵連隊
- その他直轄部隊